# Nasielsk Wąskotorowy
Nasielsk Wąskotorowy – zlikwidowana wąskotorowa stacja kolejowa w Mogowie, w województwie mazowieckim, w Polsce.